# Hala Legionów

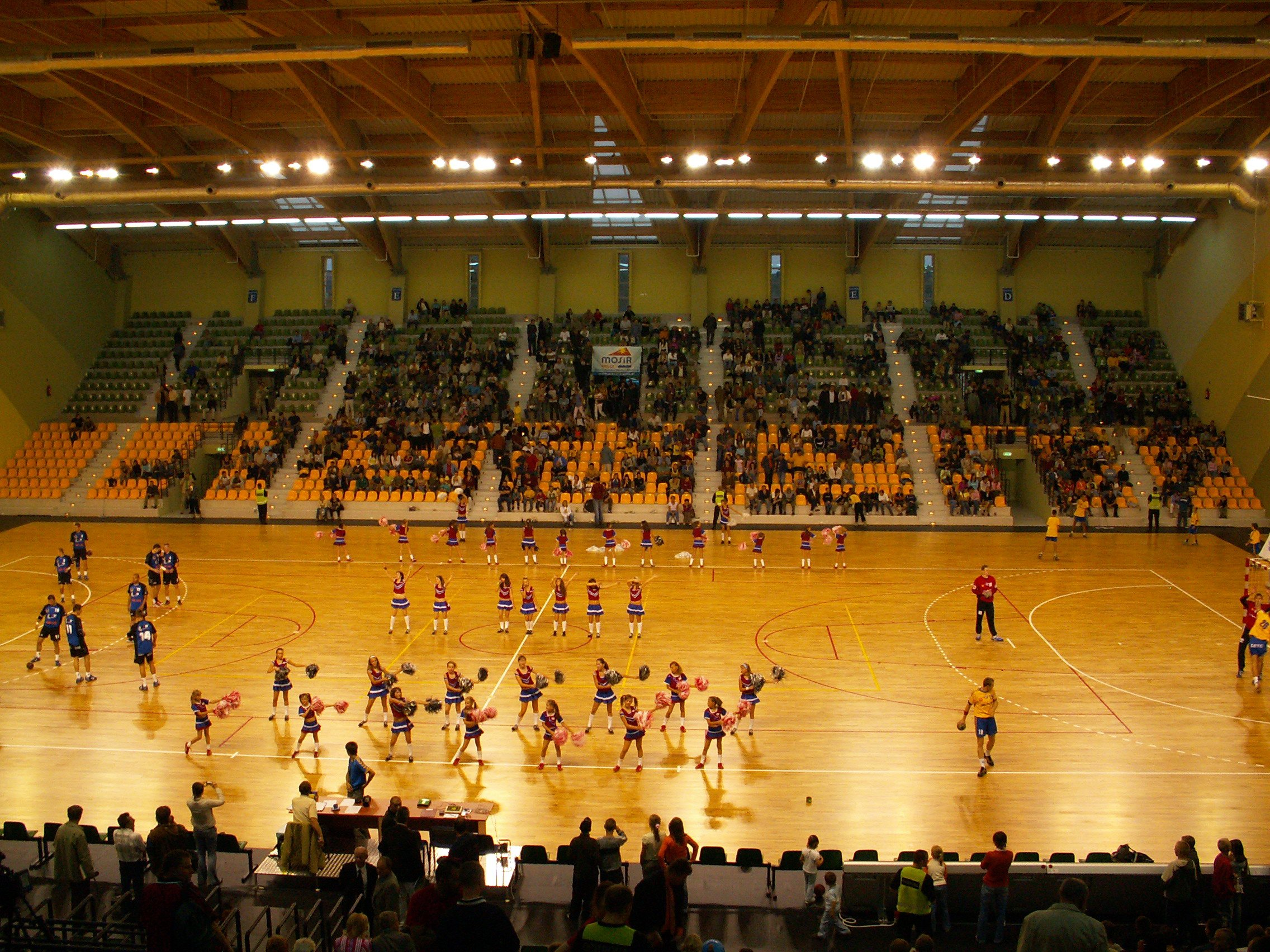
Wnętrze Hali Legionów.

Hala Legionów – hala widowiskowo-sportowa w Kielcach o pojemności trybun 3300 miejsc siedzących, wybudowana w latach 2005–2006 i otwarta 25 sierpnia 2006. Domowy obiekt Industrii Kielce.

## Lokalizacja
Hala znajduje się w południowej części miasta, przy ulicy Leszka Drogosza i położona jest 100 metrów od stadionu lekkoatletycznego MOSiR oraz 1000 metrów od miejskiego stadionu piłkarskiego. Tuż obok znajduje się kompleks leśny Stadion Leśny.

## Nazwa
Nazwa Hala Legionów została nadana obiektowi z okazji 50-lecia Świętokrzyskiego Związku Piłki Ręcznej. Rada Miasta Kielce uzasadniła jej wybór tym, że początki piłki ręcznej w województwie miały miejsce w tym samym czasie co odzyskanie niepodległości.

## Budowa
Budowę hali według projektu konsorcjum dwóch kieleckich firm: Biura Obsługi Inwestycji i Pracowni Architektonicznej „Detan” rozpoczęto 11 kwietnia 2005, kiedy to miasto przekazało plac budowy wykonawcy: firmie Budimex-Dromex Południe z Krakowa, a oddano do użytku 25 sierpnia 2006. Właścicielem hali jest Miejski Ośrodek Sportu i Rekreacji w Kielcach. Koszt wybudowania hali wyniósł 27,5 miliona złotych, a środki na jej budowę pochodziły w 20,61% z Europejskiego Funduszu Rozwoju Regionalnego, 6% z budżetu państwa i 73,39% od miasta Kielce.

## Informacje techniczne
Na znajdującej się w hali płycie z dębowym parkietem o wymiarach 55 m na 38 m zmieszczą się pełnych wymiarów boiska do piłki ręcznej, futsalu, siatkówki, koszykówki lub trzy korty do tenisa. Wymiary samej hali wynoszą odpowiednio: 107 m długości, 73 m szerokości i 20 m wysokości. Stałe trybuny mają 3030 miejsc. Po rozstawieniu dodatkowych, widownię można powiększyć do 4200 miejsc siedzących, co daje jej pod tym względem ósme miejsce wśród podobnych obiektów w Polsce. Druga część hali mieści czterotorową bieżnię o długości 75 m, pokrytą tartanem włoskiej firmy Mondo, skocznie do skoków o tyczce, wzwyż i w dal. W pozostałych pomieszczeniach znajdują się gabinety lekarskie oraz do odnowy biologicznej wraz z siłownią i sześcioma szatniami dla zawodników. Cała hala posiada klimatyzację oraz składający się z sześćdziesięciu kamer system monitoringu. Oświetlenie jest dostosowane do wymogów transmisji telewizyjnych.

## Otwarcie hali
Otwarcie hali odbyło się 25 sierpnia 2006. Połączone było z turniejem piłki ręcznej Kielce Cup, odbywającym się w dniach 25-27 sierpnia. Udział w nim, oprócz Vive Kielce, wzięły: szwajcarski Grasshopper Club, duński Viborg HK, węgierski Dunaferr SE, szwedzki IFK Skövde oraz słowacki 1. FC Tatran Prešov.

## Wydarzenia
W hali sportowej, oprócz regularnie odbywających się spotkań piłki ręcznej, których gospodarzem jest Vive Kielce, mają miejsce także różne imprezy sportowe i kulturalne:
| 25-27 sierpnia 2006 – | turniej piłki ręcznej Kielce Cup z okazji otwarcia hali, w którym wzięło 6 drużyn klubowych. |
| 11 września 2006 –    | pierwsza impreza kulturalna, którą była prapremiera trzeciej części oratorium Psałterz Wrześniowy autorstwa Piotra Rubika i Zbigniewa Książka. |
| 13-15 kwietnia 2007 – | jubileuszowy 50 finał Pucharu Polski w piłce siatkowej mężczyzn Plus Cup, w którym wystąpiło 8 zespołów: Asseco Resovia Rzeszów, BOT Skra Bełchatów, EnergiaPro Gwardia Wrocław, Jastrzębski Węgiel, J.W.Construction AZS Politechnika Warszawa, Mostostal-Azoty Kędzierzyn-Koźle, PZU AZS Olsztyn, Wkręt-Met Domex AZS Częstochowa. Trofeum Pucharu Polski oraz start w siatkarskiej Lidze Mistrzów wywalczyła Skra Bełchatów.                                                         |
| 7 grudnia 2008 –      | mecz piłki ręcznej pomiędzy Vive Kielce i Wisłą Płock wygrany przez klub z Kielc 30:27. Spotkanie obejrzało 4185 widzów. |
| 18 lutego 2009 –      | kolejny – półfinałowy mecz piłki ręcznej o Puchar Polski pomiędzy Vive Kielce i Wisłą Płock, na którym został pobity niedawno ustanowiony rekord frekwencji – zmagania obserwowało 4210 widzów. Mecz zakończył się zwycięstwem Vive Kielce 23:20. |
| 27 maja 2009 –        | Piąty, finałowy mecz piłki ręcznej o mistrzostwo Polski pomiędzy Vive Kielce i Wisłą Płock, na którym kolejny raz został pobity rekord frekwencji – na hali było 4500 widzów zajmujących wszystkie wolne miejsca, łącznie ze schodami i parkietem wokół boiska. Mecz zakończył się zwycięstwem Vive Kielce 31:24, dzięki któremu zespół z Kielc wywalczył 7. mistrzostwo Polski, jednocześnie zdobywając drugi w swojej historii dublet (mistrzostwo i Puchar Polski w jednym sezonie). |
| 3-4 września 2011 –   | Turniej o „dziką kartę” Velux EHF Champions League, w którym wzięły udział zespoły Vive Targi Kielce, Cuatro Rayas Valladolid, Rhein-Neckar Löwen i Dunkerque HB Grand Litoral. Awans do Ligi Mistrzów uzyskał kielecki klub pokonując w finale po dogrywce drużynę Lwów 32:30. Dzięki temu po raz pierwszy w historii w fazie grupowej tych rozgrywek znalazły się dwa polskie zespoły.                                                                                                |